# Варна (Челябинская область)
Ва́рна — село, административный центр Варненского района Челябинской области России. 
Расположено на юге области, в 217 км к югу от областного центра города Челябинска, на реке Тогузак (Нижний Тогузак). Железнодорожная станция Тамерлан. Тамерланом также называют правобережную часть села.

## История
Основано в 1843 году как военно-сторожевое поселение татар-казаков Пост № 30 Оренбургского казачьего войска в Новолинейном районе. Названо в честь взятия русскими войсками во время русско-турецкой войны 1828—1829 годов болгарской крепости Варна.
Наряду с другими сёлами юга Челябинской области (Чесма, Берлин, Париж, Порт-Артур, Лейпциг, Бреды, Фершампенуаз, Арсинский, Кассельский и др.) было названо в память побед российской армии.

## Население
| 1959 | 1970  | 1979  | 1989  | 2002  | 2010  | 2021    |
| ---- | ----- | ----- | ----- | ----- | ----- | ------- |
| 6652 | ↗7364 | ↗8164 | ↗9379 | ↗9978 | ↘9869 | ↗10 365 |

## Экономика
ООО «Варнаагромаш» — завод-производитель сельхозтехники. Производит оборудование для сельхозработ.
ООО «Варненский карьер» — добыча декоративного и строительного камня, известняка, гипса, мела и сланцев;
ПАО «Варненский комбинат хлебопродуктов» компании «Союзпищепром».
В 15 км южнее расположены Михеевское месторождение медно-порфировых руд и Михеевский горно-обогатительный комбинат.

## Достопримечательности
Памятники: бюст В. И. Ленина, памятник «Слава труду» в честь 60-летия Октябрьской революции.
Имеется краеведческий музей.
В 2 км к юго-востоку от Варны, на берегу высохшего озера Большая Кисена (Большой Кисене-Куль, Кесене) расположен памятник средневековой мусульманской погребальной архитектуры XIV—XV веков — мавзолей Кесене, или башня Тамерлана высотой 17 м.